# Hulajpołe (obwód czerkaski)
Hulajpołe (ukr. Гуляйполе) – wieś na Ukrainie, w obwodzie czerkaskim, w rejonie zwinogródzkim, w hromadzie Katerynopil, nad Tykiczem Gniłym. W 2001 roku liczyła 663 mieszkańców.